# Naruto: Clash of Ninja (série)
Naruto: Clash of Ninja, conhecido no Japão como lit. Naruto: Great Ninja Battle! (ナルト-激闘忍者大戦!, Naruto: Gekitō Ninja Taisen!), é uma série de jogos eletrônicos de luta em 3D cel shading baseado na série de mangá Naruto de Masashi Kishimoto. Os jogos foram desenvolvidos por Eighting e publicados por D3 Publisher e Tomy. A série é composta de 11 jogos. O 1° jogo da série, Naruto: Clash of Ninja, foi lançado em 19 de dezembro de 2002 e o último, Naruto Shippūden: Gekitō Ninja Taisen! Special, em 2 de dezembro de 2010.

## Jogos para Game Cube

### Naruto: Clash of Ninja
Naruto: Clash of Ninja (conhecido no Japão como Naruto: Gekitō Ninja Taisen!) é um jogo eletrônico de luta em 3-D Cel shading, baseado na série de anime e mangá Naruto. Lançado para o Gamecube, a série Clash of Ninja é também formado pelos jogos Naruto: Clash of Ninja 2, Gekitō Ninja Taisen 3 e 4, todos exclusivos para o Gamecube e Naruto Shippūden: Gekitō Ninja Taisen EX, Naruto: Clash of Ninja Revolution, ambos exclusivos para o Wii.
Jogabilidade (Modo de jogo):
- Trial Mode - O jogador deverá derrotar um certo número de oponentes no menor tempo possível.
- Survival Mode - Vários protagonistas são invocados na luta, onde o jogador deverá derrotá-los entre cada combate.
- Oboro Mode - Naruto entra na Floresta da Morte e enfrentará diversos inimigos.

Níveis:
- Ichiraku Ramen Shop
- Village Hidden in the Leaves - Gate
- Amid Toads
- Academy Schoolyard
- Academy Rooftop
- The Forest of Death
- The Great Naruto Bridge - Stage One
- The Great Naruto Bridge - Stage Two

### Naruto: Clash of Ninja 2
Naruto: Clash of Ninja 2 (conhecido por Naruto: Gekitō Ninja Taisen! 2 no Japão) é o 2° jogo da série Clash of Ninja. O jogo teve uma boa vendagem e entrou para a listaPlayer's Choice, da Nintendo.
O jogo segue o estilo da série, inciando com a graduação de Naruto na academia Ninja até os exames Chunin. O jogo possui os personagens da primeira versão com mais alguns personagens adicionados. Extras podem ser desbloquados de acordo com que os desafios são finalizados.

### Naruto: Gekitō Ninja Taisen! 3
Naruto: Gekitō Ninja Taisen! 3 é o terceiro da série "Gekitō Ninja Taisen!". O jogo faz um resumo do anime desde a invasão da Vila da Folha até a Pesquisa de Tsunade. Essa versão apresenta a capacidade de mudar as formas durante o combate. Além disso, os jogadores podem agora usar uma equipe de três personagens contra um adversário. É uma continuação de Naruto: Clash of Ninja 2.

### Naruto: Gekitō Ninja Taisen! 4
Naruto: Gekitõ Ninja Taisen! 4 é um jogo eletrônico de Naruto. É a sequência de Naruto: Gekitõ Ninja Taisen 3. Nessa versão, porém, pode-se fazer lutas com trios, escolhendo 3 personagens contra 3 do seu adversário, lembrando bastante o clássico Marvel x Capcom 2, além das já conhecidas lutas de 2 vs 2, aonde até 4 pessoas podem combater.
Uma das novidades da 4° versão é o Y cancel, uma técnica que ajuda a execução de combos, enquanto o adversário estiver no ar, você pode recomeçar um combo ao pressionar o Y (o mesmo botão utilizado para os agarrões).
Há também novos cenários e personagens. Confira a lista de personagens:

## Jogos para Wii

### Naruto Shippūden: Gekitō Ninja Taisen! EX
Naruto Shippūden Gekitō Ninja Taisen! EX é o 1° jogo da série Gekito Ninja Taisen! EX e do anime e mangá Naruto Shippuden lançado para o console Wii, com lançamento no Japão, em 22 de fevereiro de 2007. O jogo utiliza o Wii Remote agitando o controle em direções diferentes. No entanto, os controles de Gamecube e Wii Classic podem ser usados também para a jogabilidade. Os eventos do jogo se passam durante o 2° arco de Naruto Shippuden, especificamente, o Resgate de Gaara. O jogo substitui o elenco de personagens dos jogos anteriores com uma nova baseada especificamente na série Shippuden.

### Naruto: Clash of Ninja Revolution
Naruto: Clash of Ninja Revolution é um jogo eletrônico de vídeo game da série Naruto Clash of Ninja, o qual é baseado na série de animes e mangás Naruto. Está agendado para lançamento somente na América do Norte.

### Naruto Shippūden: Gekitō Ninja Taisen! EX 2
Naruto Shippūden: Gekitō Ninja Taisen EX 2 é um jogo eletrônico da série de animes e mangás Naruto, lançado para Wii em 29 de novembro de 2007.

### Naruto: Clash of Ninja Revolution 2
Naruto: Clash of Ninja Revolution 2 é o 4° jogo da série Clash of Ninja e a 2° parte da série Revolution. Foi lançado nos EUA em 21 outubro de 2008, na Austrália, em 12 de novembro de 2008 e foi lançado na Europa, em 13 de fevereiro de 2009. O jogo apresenta um enredo original que nunca foi mostrado no anime ou mangá: a traição de Sasuke a Hidden Leaf Village (Vila da Folha), em busca de poder. Além disso, introduz novos modos de jogo, como uma nova Mission Mode com 300 missões, novas jogabilidades, como 10 missões para cada personagem, e modos das versões anteriores, como o Modo de Oboro (Oboro Mode), agora renomeada para "Kumite Mode", entre outros menores ajustes.
Todos os esquemas de controle a partir do original estão disponíveis, e o jogo possui um modo de batalha em equipe, embora jogar on-line foi descartada em favor de equilibrar os personagens e aperfeiçoar o story mode (modo história) do jogo. O jogo apresenta para o público norte-americano o mecanismo de "vedação mão" de Naruto Shippuden: Gekitou Ninja Taisen EX 2. Nesse mecanismo, os personagens podem usar para ganhar chakra ou aumentar o seu poder de ataque temporariamente. Foi nomeado como o "melhor jogo de luta no Wii" pela IGN em sua premiação em 2008.

### Naruto Shippūden: Gekitō Ninja Taisen! EX 3
Naruto Shippūden: Gekitō Ninja Taisen! EX 3 (ナルト 疾風伝 激闘忍者大戦! EX 3) é um jogo eletrônico da série de animes e mangás Naruto lançado para o Wii em 27 de novembro de 2008 no Japão. O jogo conta com a participação de 32 personagens da série Naruto.

### Naruto Shippūden: Clash of Ninja Revolution 3
Naruto Shippuden Clash of Ninja Revolution 3 é o 5° jogo da série Clash of Ninja e o 3° da série Revolution. Foi lançado na América do Norte em 17 de novembro de 2009 e em 9 de abril de 2010 nos territórios PAL (na Europa). Clash of Ninja Revolution 3 abrange o Resgate de Gaara e apresenta 40 personagens jogáveis e ambientes de combate, bem como partidas multiplayer, jogos cooperativos, habilidades ninjas e um sistema de combate reformulado. Há um recurso: a capacidade de chamar um companheiro de equipe na batalha para ajudar. A versão PAL (Europa) possui pequenas correções de bugs, menos personagens e também a voz japonesa atuando em todos os cenários, menos para o menu principal e o Story Mode (Modo História).

### Naruto Shippūden: Gekitō Ninja Taisen! Special
Naruto Shippūden: Gekitō Ninja Taisen! Special é um jogo eletrônico da série Narutolançado para Wii em 2 de dezembro de 2010 no Japão.

## Personagens jogáveis
| Personagem                                     | 1   | 2          | 3         | 4   | EX  | Revo. | EX 2       | Revo. 2       | EX 3       | Revo. 3    | Sp.        |  |
| ---------------------------------------------- | --- | ---------- | --------- | --- | --- | ----- | ---------- | ------------- | ---------- | ---------- | ---------- |  |
| Naruto Uzumaki                                 | Sim | Sim [ 2 ]  | Sim [ 3 ] | Sim | Sim | Sim   | 2          | Sim [ 5 ]     | 2          | Sim [ 6 ]  | Sim        |  |
| Naruto Uzumaki (Kyuubi)                        | Sim | Sim [ 7 ]  | 1         | 1   | 1   | 1     | 1          | 1             | 1          | Sim [ 9 ]  | 1          |  |
| Naruto Uzumaki (Nove Caldas/Nine-Tails)        | Não | Não        | Não       | Sim | Não | Não   | Não        | Sim [ 10 ]    | Não        | Não        | Não        |  |
| Naruto (Modo Sábio/Sage Mode)                  | Não | Não        | Não       | Não | Não | Não   | Não        | Não           | Não        | Não        | Sim        |  |
| Sasuke Uchiha                                  | Sim | Sim [ 2 ]  | Sim [ 3 ] | Sim | Não | Sim   | 2          | Sim [ 5 ]     | 2          | Sim        | Sim        |  |
| Sasuke Uchiha (Sharingan)                      | Não | Sim [ 7 ]  | 1         | 1   | Não | 1     | 1          | 1             | 1          | Não        | Sim        |  |
| Sasuke Uchiha (2° estágio do selo amaldiçoado) | Não | Não        | Não       | Sim | Não | Não   | Não        | Sim [ 10 ]    | Não        | Não        | Não        |  |
| Sakura Haruno                                  | Sim | Sim [ 2 ]  | Sim       | Sim | Sim | Sim   | Sim [ 4 ]  | Sim Sim [ 5 ] | Sim        | Sim        | Sim [ 6 ]  |  |
| Kakashi Hatake                                 | Sim | Sim [ 2 ]  | Sim [ 3 ] | Sim | Sim | Sim   | Sim [ 4 ]  | Sim [ 12 ]    | Sim        | Sim [ 6 ]  | Sim [ 13 ] |  |
| Kakashi Hatake (Sharingan)                     | Sim | Sim [ 7 ]  | 1         | 1   | 1   | 1     | 1          | 1             | 1          | 1          | Sim        |  |
| Kakashi Hatake (ANBU)                          | Não | Não        | Não       | Não | Não | Não   | Não        | Não           | Não        | Sim        | Sim        |  |
| Sai                                            | Não | Não        | Não       | Não | Não | Não   | Sim [ 15 ] | Não           | Sim        | Sim        | Sim [ 13 ] |  |
| Yamato                                         | Não | Não        | Não       | Não | Não | Não   | Sim [ 15 ] | Não           | Sim        | Sim        | Sim [ 13 ] |  |
| Rock Lee                                       | Sim | Sim [ 16 ] | Sim [ 3 ] | Sim | Sim | Sim   | Sim        | Sim [ 10 ]    | Sim        | Sim [ 6 ]  | Sim        |  |
| Neji Hyuga                                     | Não | Sim [ 17 ] | Sim       | Sim | Sim | Sim   | Sim        | Sim           | Sim        | Sim [ 6 ]  | Sim        |  |
| Tenten                                         | Não | Não        | Sim       | Sim | Sim | Sim   | Sim        | Sim           | Sim        | Sim        | Sim        |  |
| Might Guy                                      | Não | Sim [ 17 ] | Sim       | Sim | Sim | Sim   | Sim        | Sim [ 5 ]     | Sim        | Sim [ 6 ]  | Sim        |  |
| Choji Akimichi                                 | Não | Não        | Sim       | Sim | Não | Não   | Sim        | Sim [ 10 ]    | Sim        | Sim        | Sim        |  |
| Shikamaru Nara                                 | Não | Sim [ 16 ] | Sim       | Sim | Não | Sim   | Sim        | Sim [ 5 ]     | Sim        | Sim [ 18 ] | Sim        |  |
| Ino Yamanaka                                   | Não | Sim [ 16 ] | Sim       | Sim | Não | Sim   | Não        | Sim [ 19 ]    | Não        | Não        | Sim        |  |
| Asuma Sarutobi                                 | Não | Não        | Não       | Não | Não | Não   | Sim [ 15 ] | Sim [ 20 ]    | Sim        | Sim        | Sim        |  |
| Kiba Inuzuka                                   | Não | Sim [ 16 ] | Sim       | Sim | Não | Não   | Sim        | Sim [ 10 ]    | Sim        | Sim        | Sim        |  |
| Akamaru                                        | Não | Sim [ 7 ]  | Sim       | Sim | Não | Não   | Não        | Não           | Não        | Não        | Não        |  |
| Shino Aburame                                  | Não | Não        | Sim       | Sim | Não | Sim   | Sim        | Sim           | Sim        | Sim        | Sim        |  |
| Hinata Hyuga                                   | Não | Sim [ 16 ] | Sim       | Sim | Não | Sim   | Sim        | Sim           | Sim        | Sim        | Sim        |  |
| Kurenai Yuuhi                                  | Não | Não        | Não       | Não | Não | Não   | Não        | Sim [ 20 ]    | Sim        | Sim        | Sim        |  |
| Gaara                                          | Não | Sim [ 16 ] | Sim       | Sim | Sim | Sim   | Sim        | Sim [ 5 ]     | Sim        | Sim        | Sim        |  |
| Kankuro                                        | Não | Sim [ 17 ] | Sim       | Sim | Sim | Sim   | Sim        | Sim [ 5 ]     | Sim        | Sim        | Sim        |  |
| Temari                                         | Não | Não        | Sim       | Sim | Sim | Sim   | Sim        | Sim [ 5 ]     | Sim        | Sim        | Sim        |  |
| Baki                                           | Não | Não        | Não       | Não | Não | Não   | Não        | Sim           | Sim [ 21 ] | Sim        | Sim        |  |
| Jiraiya                                        | Não | Não        | Sim [ 3 ] | Sim | Não | Sim   | Sim        | Sim [ 8 ]     | Sim        | Sim [ 6 ]  | Sim        |  |
| Orochimaru                                     | Não | Sim [ 7 ]  | Sim       | Sim | Não | Sim   | Sim [ 15 ] | Sim           | Sim        | Sim        | Sim        |  |
| Tsunade                                        | Não | Não        | Sim [ 3 ] | Sim | Não | Sim   | Sim        | Sim [ 5 ]     | Sim        | Sim [ 6 ]  | Sim        |  |
| Chiyo                                          | Não | Não        | Não       | Não | Não | Não   | Não        | Não           | Não        | Sim [ 6 ]  | Sim        |  |
| Terceiro Hokage                                | Não | Não        | Sim       | Sim | Não | Não   | Não        | Não           | Não        | Não        | Não        |  |
| Minato Namikaze                                | Não | Não        | Não       | Não | Não | Não   | Não        | Não           | Não        | Não        | Sim        |  |
| Iruka Umino                                    | Sim | Sim [ 17 ] | Sim       | Sim | Não | Não   | Não        | Não           | Não        | Não        | Não        |  |
| Mizuki                                         | Não | Sim [ 7 ]  | Sim       | Sim | Não | Não   | Não        | Não           | Não        | Não        | Não        |  |
| Anko Mitarashi                                 | Não | Não        | Sim       | Sim | Não | Não   | Não        | Sim [ 22 ]    | Não        | Sim [ 23 ] | Sim        |  |
| Killer Bee                                     | Não | Não        | Não       | Não | Não | Não   | Não        | Não           | Não        | Não        | Sim [ 13 ] |  |
| Raikage                                        | Não | Não        | Não       | Não | Não | Não   | Não        | Não           | Não        | Não        | Sim [ 13 ] |  |
| Uzuki Yuugao                                   | Não | Não        | Não       | Não | Não | Não   | Não        | Sim           | Sim        | Sim        | Sim        |  |
| Komachi                                        | Não | Não        | Não       | Não | Não | Não   | Não        | Sim           | Não        | Sim        | Não        |  |
| Towa                                           | Não | Não        | Não       | Não | Não | Não   | Não        | Sim           | Não        | Sim        | Não        |  |
| Zabuza Momochi                                 | Sim | Sim [ 17 ] | Sim       | Sim | Não | Não   | Não        | Não           | Não        | Não        | Não        |  |
| Haku                                           | Sim | Sim [ 17 ] | Sim       | Sim | Não | Não   | Não        | Não           | Não        | Não        | Não        |  |
| Itachi Uchiha                                  | Não | Não        | Sim       | Sim | Sim | Sim   | Sim [ 4 ]  | Sim [ 5 ]     | Sim        | Sim [ 6 ]  | Sim        |  |
| Kisame Hoshigaki                               | Não | Não        | Não       | Sim | Sim | Sim   | Sim        | Sim           | Sim        | Sim [ 6 ]  | Sim [ 13 ] |  |
| Sasori                                         | Não | Não        | Não       | Não | Não | Não   | Sim [ 4 ]  | Não           | Sim        | Sim        | Sim        |  |
| Sasori no Hiruko                               | Não | Não        | Não       | Não | Sim | Não   | Sim [ 4 ]  | Não           | Sim        | Sim        | Sim        |  |
| Deidara                                        | Não | Não        | Não       | Não | Sim | Não   | Sim [ 4 ]  | Não           | Sim        | Sim        | Sim        |  |
| Hidan                                          | Não | Não        | Não       | Não | Não | Não   | Não        | Não           | Sim        | Sim        | Sim        |  |
| Kakuzu                                         | Não | Não        | Não       | Não | Não | Não   | Não        | Não           | Sim        | Sim        | Sim        |  |
| Jiroubou                                       | Não | Não        | Não       | Sim | Não | Não   | Não        | Não           | Não        | Não        | Não        |  |
| Kidoumaru                                      | Não | Não        | Não       | Sim | Não | Não   | Não        | Não           | Não        | Não        | Não        |  |
| Sakon e Ukon                                   | Não | Não        | Não       | Sim | Não | Não   | Não        | Não           | Não        | Não        | Não        |  |
| Tayuya                                         | Não | Não        | Não       | Sim | Não | Não   | Não        | Não           | Não        | Não        | Não        |  |
| Kimimaro                                       | Não | Não        | Não       | Sim | Não | Não   | Não        | Não           | Não        | Não        | Não        |  |
| Kabuto Yakushi                                 | Não | Não        | Não       | Sim | Não | Não   | Sim        | Sim           | Sim        | Sim        | Sim        |  |
| Bando                                          | Não | Não        | Não       | Não | Não | Não   | Não        | Sim           | Não        | Sim        | Não        |  |
| Kagura                                         | Não | Não        | Não       | Não | Não | Não   | Não        | Sim           | Não        | Sim        | Não        |  |

Notas:
1. ↑  Esta marca mostra uma transformação jogável de tal personagem.
2. ↑   Esta marca mostra uma personagem jogável em ambas a formas.